# Diego de Villanueva

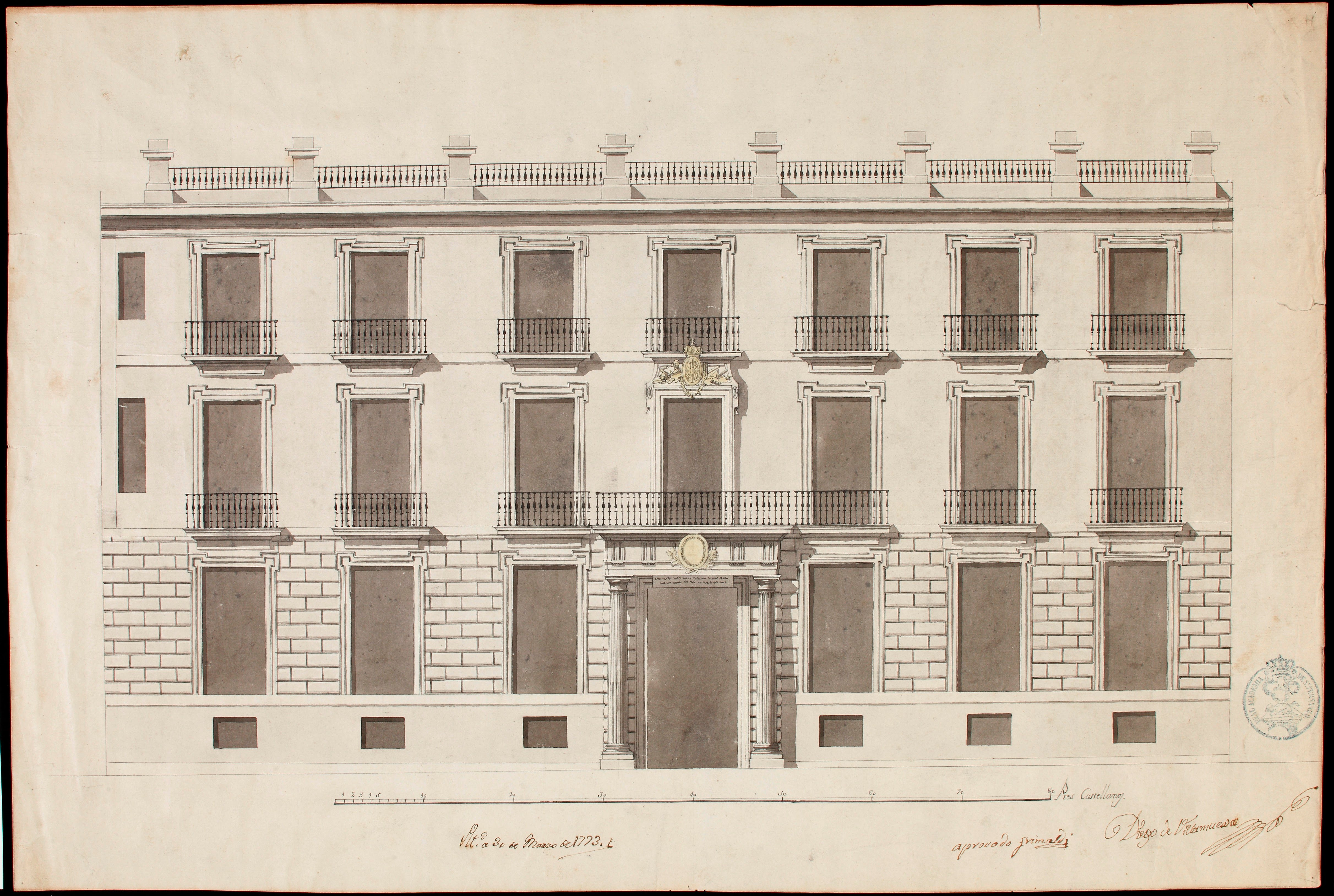
Fachada de la Real Academia de Bellas Artes de San Fernando.

Diego de Villanueva (1713-1774) fue un arquitecto español, académico de la Real Academia de Bellas Artes de San Fernando y director de Arquitectura de la Academia.

## Biografía
Hijo mayor del escultor y uno de los fundadores de la Academia, Juan de Villanueva y Barbales, era asimismo hermanastro del que más tarde sería considerado máximo exponente de neoclasicismo en España, Juan de Villanueva.
Su obra incluye la renovación interior de la iglesia del Monasterio de las Descalzas Reales en Madrid (1756), y la reforma del Palacio de Goyeneche en la calle de Alcalá de Madrid, para sede de la Real Academia de Bellas Artes de San Fernando, un edificio originalmente construido por José Benito Churriguera, y en donde Villanueva eliminó los elementos barrocos del diseño original, sobre todo de la fachada y portada, que «no era correspondiente a la que había de ser morada de las Bellas Artes. Tomada por la corporación la plausible resolución de picar sus ornatos, sustituyéndolos por otros más dignos». Asimismo diseñó los retablos laterales de la catedral de Oviedo.
Es, junto con Ventura Rodríguez y Alejandro González Velázquez, uno de los firmantes del nuevo Plan de el curso de Arquitectura de 1759.

## Publicaciones
- Colección de diferentes papeles críticos sobre todas las partes de la Arquitectura (1766).
- Jiméno, Frédéric, « La diffusion des livres d’architecture en français dans l’Espagne des Lumières : évolution et spécificités », Actes du Colloque international d’histoire de l’art, Claude-Nicolas Ledoux et le livre d’architecture en Français, Paris, Bibliothèque nationale de France, Institut national d’histoire de l’art, 03-04/12/2004, Paris, Monum, Éditions du Patrimoine, 2006, p. 86-96.